# 2019 în jocuri video
Acest articol prezintă evenimente importante legate de jocuri video din anul 2019. Vezi și istoria jocurilor video.

## Evenimente
În industria jocurilor video în 2019, atât Sony, cât și Microsoft și-au anunțat intenția de a-și dezvălui consolele de generație următoare în 2020, în timp ce Nintendo a introdus un Nintendo Switch Lite mai mic, iar Google și-a anunțat platforma de jocuri de streaming Google Stadia. 

### Lansări importante
Cele mai premiate jocuri video din 2019 au fost Super Smash Bros. Ultimate, Sekiro: Shadows Die Twice, Untitled Goose Game și Outer Wilds. Cele mai apreciate jocuri video din 2019 de critici au fost Divinity: Original Sin II – Definitive Edition, Red Dead Redemption 2 și Beat Saber.

### Serii cu jocuri noi
Seriile în care au apărut jocuri noi sunt: Ace Combat, Age of Wonders, Bloodstained, Borderlands, Bubsy, Call of Duty, Contra, Crackdown, Crash Bandicoot, Dead or Alive, Devil May Cry, Digimon, Dr. Mario, Earth Defense Force, Far Cry, Final Fantasy, Fire Emblem, Gears of War, God Eater, Kingdom Hearts, Luigi's Mansion, Mario & Sonic, Marvel: Ultimate Alliance, MediEvil, Metro, MLB The Show, Mortal Kombat, Need for Speed, No More Heroes, Onimusha, Persona, Pokémon, Rage, Resident Evil, Science Adventure, Shantae, Shenmue, Sonic the Hedgehog, Star Wars, Super Mario, Terminator, Tetris, The Legend of Zelda, Tom Clancy's Ghost Recon, Tom Clancy's The Division, Total War, Trials, Tropico, Umihara Kawase, Vampire: The Masquerade,  Wolfenstein, WWE 2K, Yooka-Laylee, Yoshi și Yu-Gi-Oh!.